# Andreas Baum (Politiker, 1963)
Andreas Baum (* 6. Oktober 1963 in Gladbeck) ist ein deutscher Politiker (Die Basis). Er war von März bis Dezember 2021 als Teil einer Doppelspitze Bundesvorsitzender der deutschen Kleinpartei Basisdemokratische Partei Deutschland.

## Leben

### Berufliches
Baum machte 1984 sein Abitur und leistete bis 1985 seinen Wehrdienst ab. Er studierte von 1985 bis 1991 Maschinenbau an der RWTH Aachen und promovierte von 1991 bis 1995 als wissenschaftlicher Mitarbeiter am Forschungsinstitut für Rationalisierung zum Thema „Systematik zur Gestaltung integrierter Aufgabenprofile für Anlagenführer in der Güterproduktion.“ Er arbeitete in der Automobilbranche in Baden-Württemberg und saß von 2010 bis 2013 im Vorstand des Automobilzulieferers AE-Group mit Sitz im thüringischen Gerstungen. Später war Baum Geschäftsführer der Sihn GmbH, einem Zulieferbetrieb für den Automobilbau. Diese meldete im Januar 2020 Insolvenz an.

### Politik
2020 wurde Baum Mitglied der Querdenken-nahen Kleinpartei Widerstand 2020 und war im Juli 2020 Mitbegründer der Basisdemokratischen Partei Deutschland (Die Basis). Im September 2020 gründete er den Landesverband Baden-Württemberg von Die Basis und wurde in dessen Vorstand gewählt. Baum trat bei der Landtagswahl in Baden-Württemberg am 14. März 2021 im Wahlkreis Schwäbisch Hall als Kandidat seiner Partei an und erreichte 1,7 Prozent der Stimmen.
Auf ihrem ersten Bundesparteitag von Die Basis im März 2021 wurde der Gründungsvorstand abgelöst und die Parteimitglieder wählten Baum gemeinsam mit Diana Osterhage zu ihrer Doppelspitze.
Im Juni 2021 kandidierte Baum für den Posten des Oberbürgermeisters von Schwäbisch Hall und erreichte im ersten Wahlgang 4,06 Prozent sowie im zweiten Wahlgang im Juli 2021 3,66 Prozent.

### Privates
Baum ist Vater von drei Kindern und lebt mit seiner Partnerin in Wutöschingen.